# Powiat drohobycki (Galicja)
Powiat drohobycki – dawny powiat kraju koronnego Królestwo Galicji i Lodomerii, istniejący w latach 1867–1918.
Siedzibą c.k. starostwa był Drohobycz. Powierzchnia powiatu w 1879 roku wynosiła 15,6413 mil kw. (900 km²), a ludność 101 474 osoby. Powiat liczył 84 osady, zorganizowane w 79 gmin katastralnych.
Na terenie powiatu działały 3 sądy powiatowe – w Drohobyczu, Medenicach i Podbużu.

## Starostowie powiatu
- Edward Czermak (1871–1879)
- Karol Kolarzowski (1882)
- Paweł Świtalski (1890)
- Tadeusz Bobrzyński[1]
- Tadeusz Piątkiewicz[2]
- Aleksander Des Loges

## Komisarze rządowi
- Jan Bryńkowski (1871)
- Franciszek Roder (1879–1882)
- Gustaw Mauthner (1882)
- Seweryn Wasilewski (1890)